# Notodiaptomus susanae
Notodiaptomus susanae is een eenoogkreeftjessoort uit de familie van de Diaptomidae. De wetenschappelijke naam van de soort is voor het eerst geldig gepubliceerd in 1976 door Paggi.